# José Pinot
José Pinot né le 30 avril 1965 est un footballeur français. Il a joué l'ensemble de sa carrière à l'Association sportive Beauvais, club dans lequel il évolue pendant trente ans de 1973 à 2002, étant tour à tour joueur dans les catégories de jeunes, dans l'équipe professionnelle et enfin entraîneur-adjoint de l'équipe première. Depuis 2006, il est le directeur du centre de formation du Football Club de Metz, et à ce titre entraîneur de l'équipe réserve.

## Biographie

### Joueur à l'AS Beauvais
José Pinot explique lui-même : « J’ai fait toute ma carrière de joueur à  Beauvais. En jeune, je suis passé par [toutes] les catégories [...] du club. Ma dernière année, en Juniors, je l’ai jouée avec l’équipe première qui évoluait alors en D3. Nous sommes montés en D2 et j’ai donc, par conséquent, effectué toute ma carrière professionnelle dans cet unique club et dans cette unique division (à l'exception d'une saison en National). ».
Il analyse son ancrage à l'ASBO en expliquant être « né en même temps que le football professionnel à Beauvais. », il estime également qu'« à l'époque, les joueurs aimaient le maillot et ne cherchaient pas forcément à partir [de leurs clubs formateurs] ».
Quant à sa position sur le terrain, milieu défensif de formation, il déclare avoir joué « presque à tous les postes », y compris à celui d'avant-centre, sous les ordres de Bruno Metsu, ayant « inscrit une dizaine de buts » cette année-là.

### Entraîneur et formateur
À l'issue de sa carrière, José Pinot prend en charge l'équipe des moins de 15 ans de l'AS Beauvais, pendant deux saisons, dans le cadre du passage de ses diplômes d’entraîneur. Il devient ensuite l'adjoint de Jacky Bonnevay, alors responsable de l'équipe première. En 2002, le duo amène le club tout près d'une montée historique en Ligue 1 mais l'équipe finit par s'écrouler en fin de saison et termine à la septième place (les quatre premières étant qualificatives cette saison-ci). Il s'agit là de la saison la plus réussie de l'histoire du club, et elle est considérée par métonymie comme « la non-montée en Ligue 1 de l'ASBO ».
Par la suite, José Pinot suit Jacky Bonnevay dans différents clubs : l'Espérance sportive Troyes Aube Champagne de juillet à décembre 2002, Angers Sporting Club de l'Ouest de juillet à décembre 2003, puis le Wydad Athletic Club au Maroc en 2004-2005.
En 2006, il devient le directeur technique du centre de formation du FC Metz pour remplacer Francis De Taddeo, alors nommé au poste d'entraîneur de l’équipe professionnelle.
En 2012, il prend brièvement en charge l'équipe première lors du dernier match de la saison de la descente du club de L2 en National afin de calmer les supporters en colère contre Dominique Bijotat, entraîneur de l'équipe première durant cette saison.
Le 22 octobre 2017 il devient entraineur par intérim de l'équipe première du FC Metz à la suite du licenciement de Philippe Hinschberger.